# Saint-Hubert (Longueuil)
Saint-Hubert – jedna z trzech dzielnic miasta Longueuil w Quebecu. Do 1 stycznia 2002 roku było to samodzielne miasto, po włączeniu do Longueuil zbudowano tutaj nowy ratusz miejski. Nazwa dzielnicy odnosi się do Huberta z Liège.
Liczba mieszkańców Saint-Hubert wynosi 77 028. Język francuski jest językiem ojczystym dla 80,4%, angielski dla 7,6% mieszkańców (2006).